# تریالتی (شهرک)
تریالتی (به لاتین: Trialeti) یک منطقهٔ مسکونی در گرجستان است که در شهرداری تسالکا واقع شده‌است.